# Shawn Patterson
Shawn Michael Patterson (Athol, Massachusetts, 14 de setembro de 1965) é um compositor norte-americano. Como reconhecimento, foi nomeado ao Oscar 2015 na categoria de Melhor Canção Original por "Everything Is Awesome" de The Lego Movie.